# Diastylis californica
Diastylis californica is een zeekommasoort uit de familie van de Diastylidae. De wetenschappelijke naam van de soort is voor het eerst geldig gepubliceerd in 1936 door Zimmer.